# Peraceras
Peraceras és un gènere extint de mamífers perissodàctils de la família dels rinoceronts (Rhinocerotidae) que visqueren a Nord-amèrica durant el Miocè, fa entre 11,6 i 20,4 milions d'anys. Se n'han trobat restes fòssils a Califòrnia, Colorado, Dakota del Sud, Kansas, Montana, Nebraska, Nou Mèxic i Texas (Estats Units). Pertanyia a la subfamília dels aceraterins. Les espècies d'aquest grup tenien el crani curtíssim i les potes llargues en comparació amb altres rinoceronts de la seva època. Fou un dels gèneres que més prosperaren en el Barstovià i el Clarendonià.